# Umberto Veronesi
Umberto Veronesi (ur. 28 listopada 1925 w Mediolanie, zm. 8 listopada 2016 tamże) – włoski lekarz, onkolog, a także polityk, dyrektor Europejskiego Instytutu Onkologii, w latach 2000–2001 minister zdrowia.

## Życiorys
Ukończył studia medyczne na Uniwersytecie w Mediolanie. Zawodowo pozostawał związany z rodzinną miejscowością, okresową pracując również w Wielkiej Brytanii i Francji. Swoją działalność zawodową skoncentrował na pracy nad leczeniem i prewencją nowotworów. Należał do pionierów włoskiej onkologii, specjalizując się w szczególności w badaniach dotyczących raka sutka. W latach 1976–1994 był dyrektorem instytutu naukowego Istituto Nazionale dei Tumori. Od połowy lat 90. zarządzał założonym przez siebie Europejskim Instytutem Onkologii. Inicjował kampanie społeczne przeciwko paleniu.
Był także aktywnym działaczem politycznym, należał do rozwiązanej na początku lat 90. Włoskiej Partii Socjalistycznej Bettina Craxiego. Od 25 kwietnia 2000 do 11 czerwca 2001 sprawował urząd ministra zdrowia w drugim rządzie Giuliana Amato. W 2008 z ramienia Partii Demokratycznej został wybrany w skład Senatu XVI kadencji, z mandatu zrezygnował w 2011.
Odznaczony Orderem Zasługi Republiki Włoskiej I klasy (1982). Otrzymał trzynaście tytułów doktora honoris causa uczelni włoskich i zagranicznych (m.in. Uniwersytetu Jagiellońskiego). 